# Nicotera

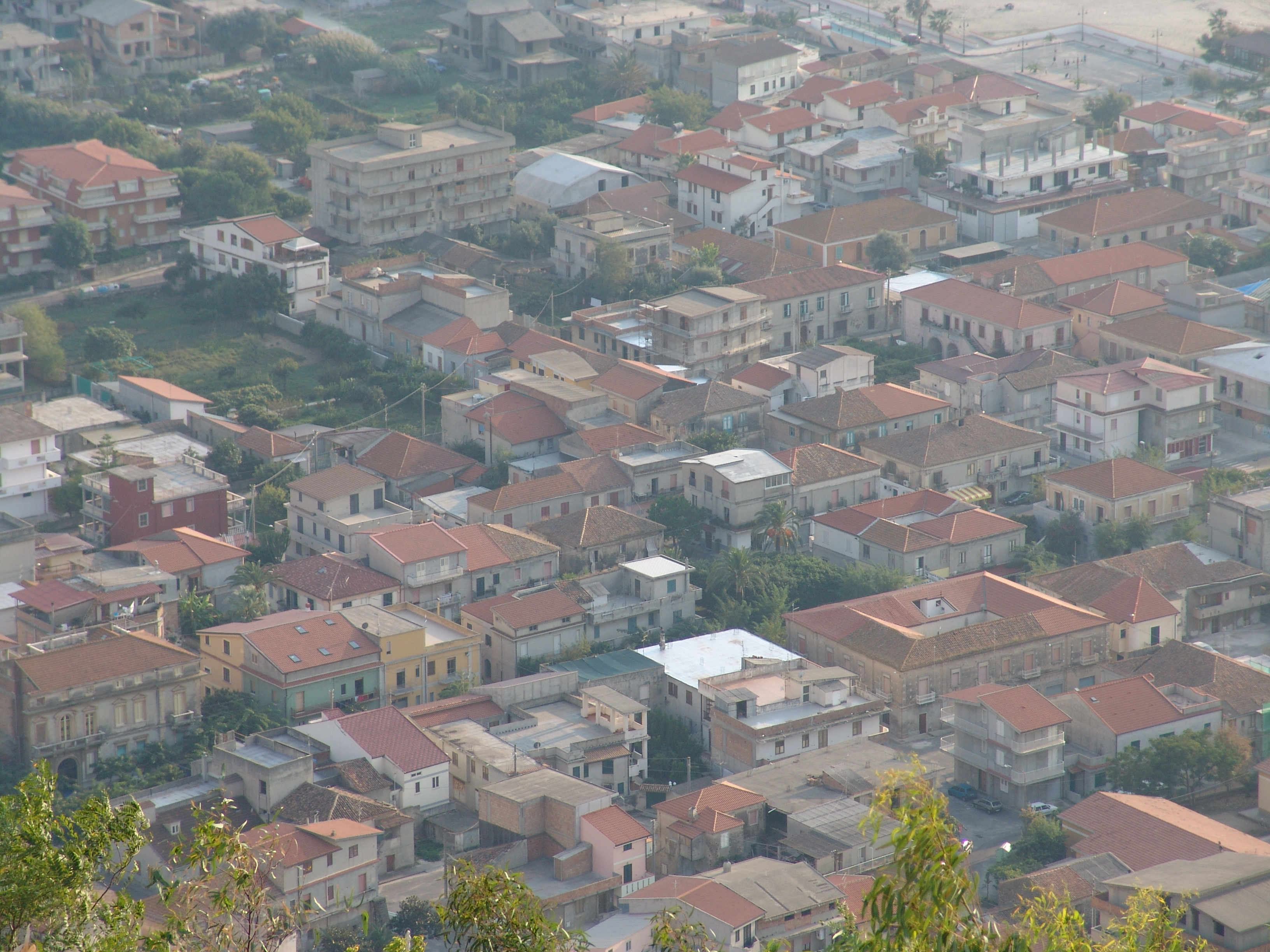
Blick auf Nicotera

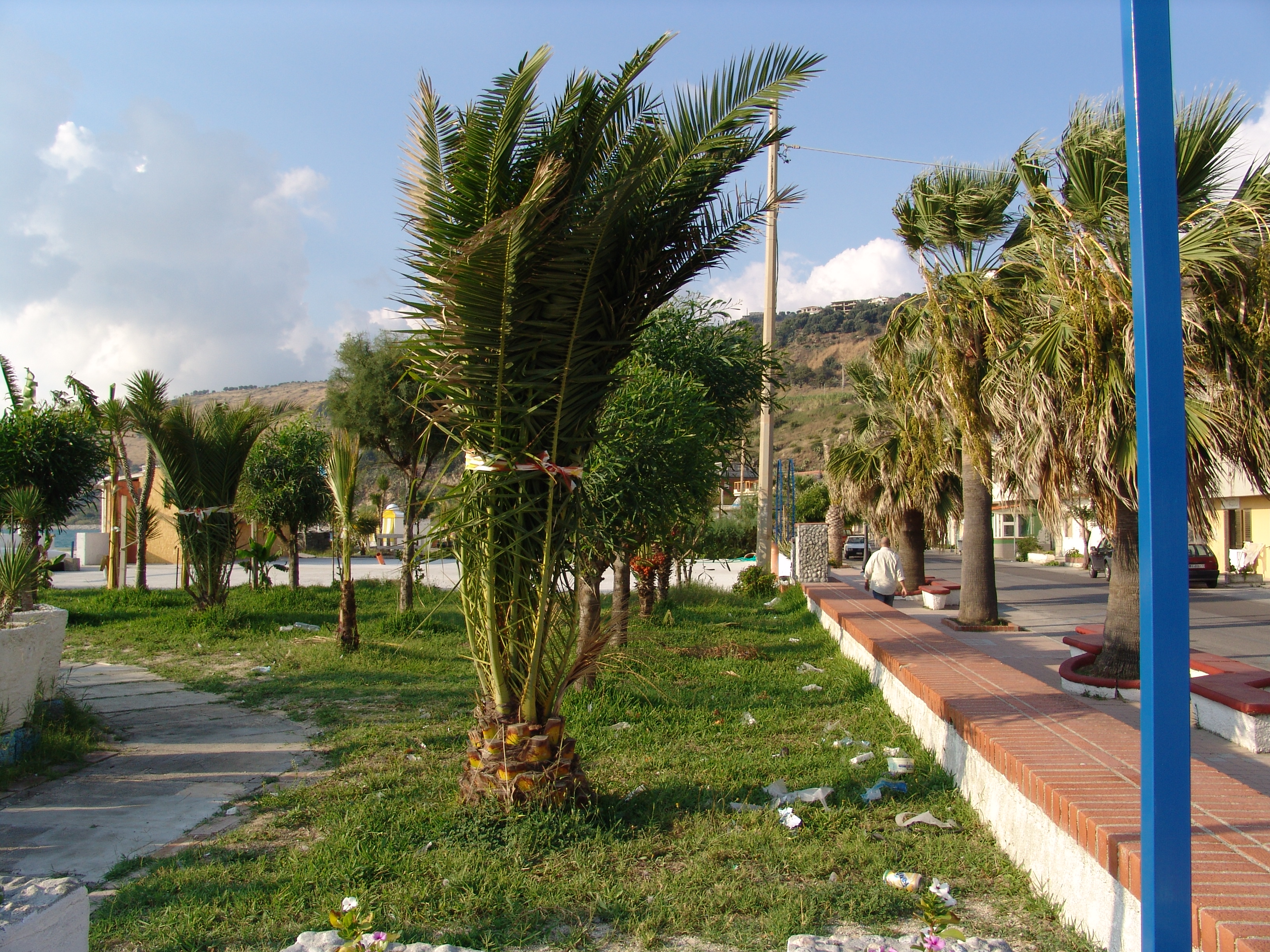
Die Strandpromenade

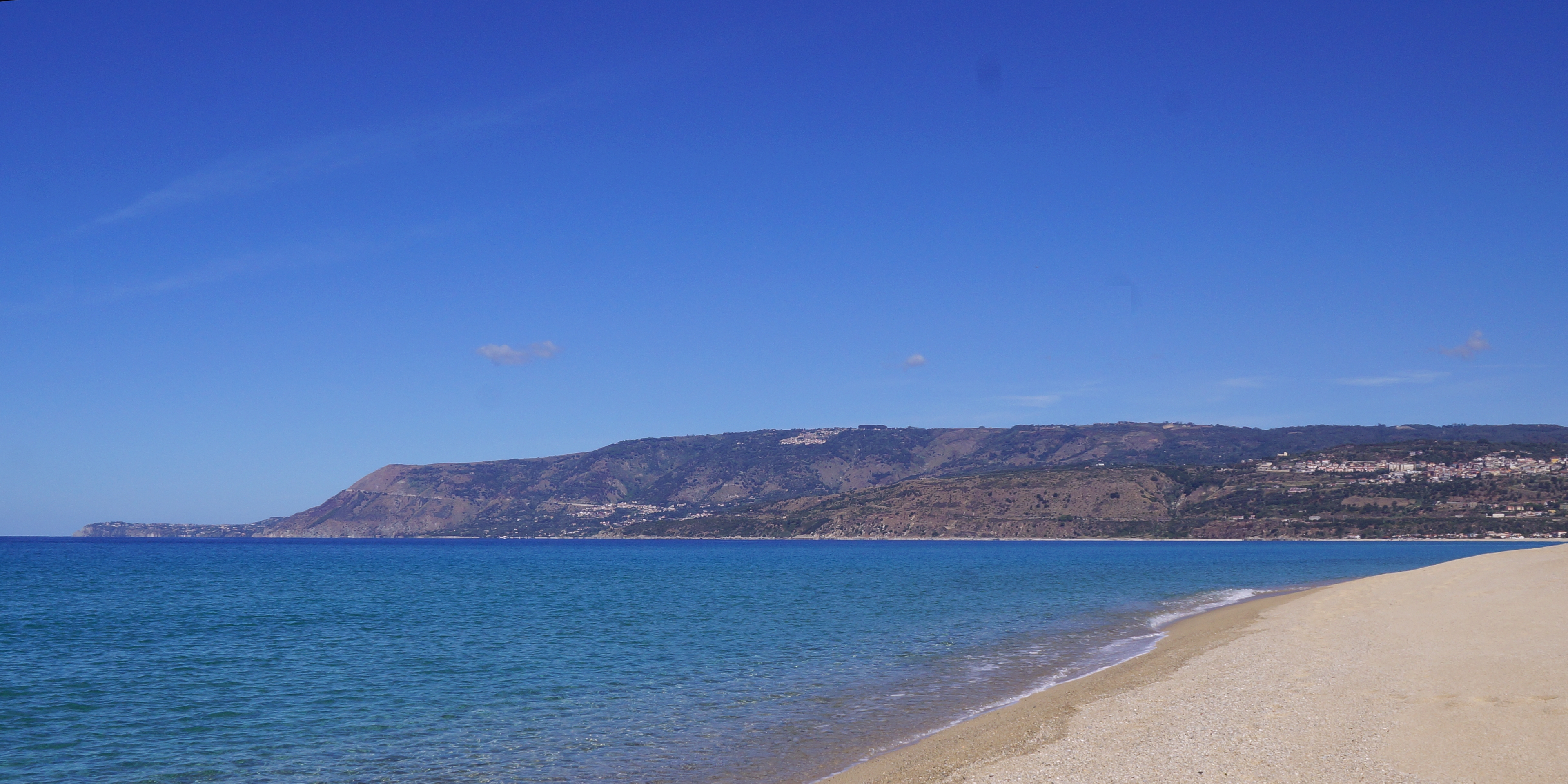
Die Bucht von Nicotera im Norden vom Golf von Gioia Tauro

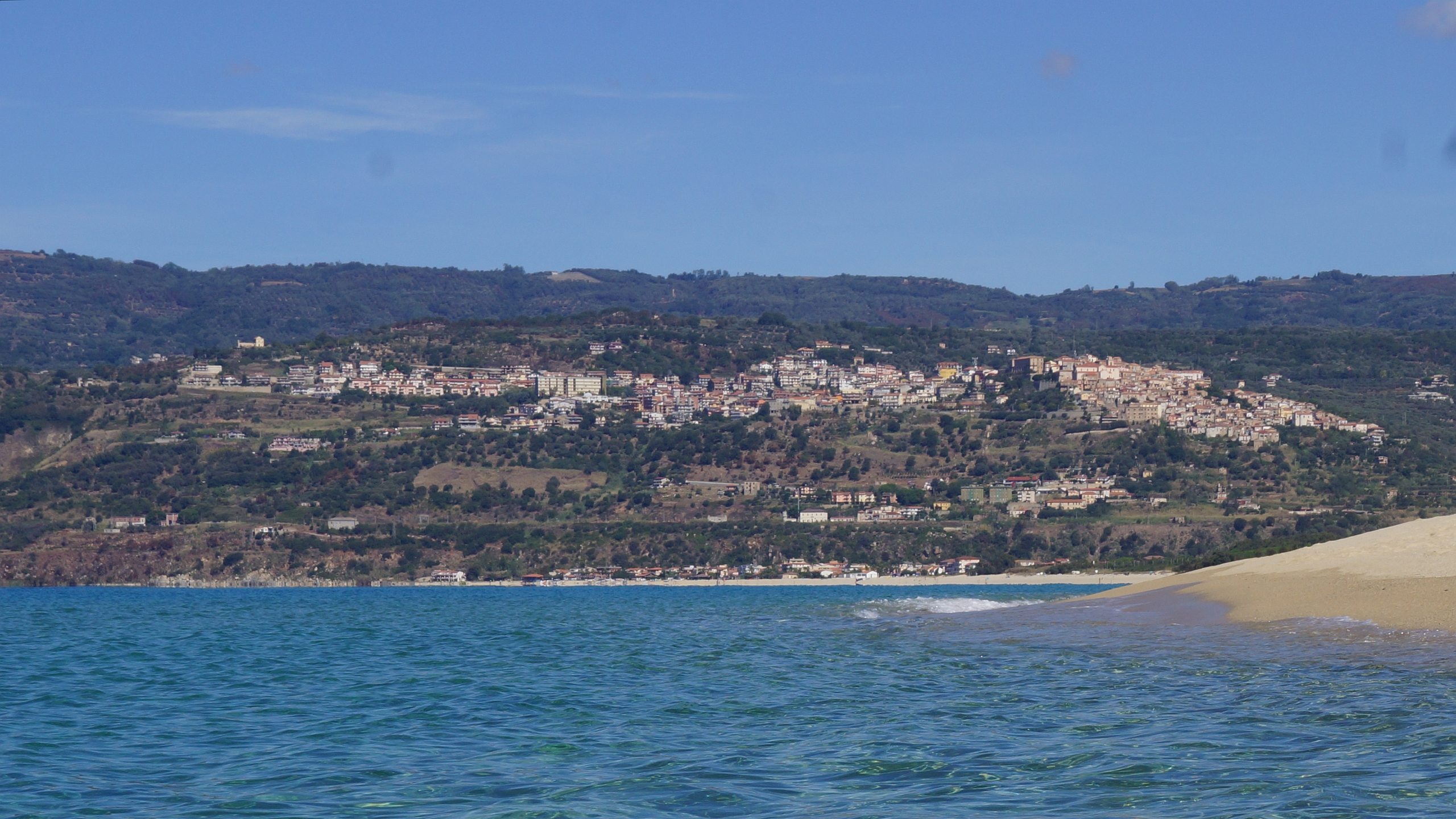
Blick auf Nicotera oberhalb von Nicotera Marina (2022)

Nicotera ist eine italienische Stadt in der Provinz Vibo Valentia in Kalabrien mit 6493 Einwohnern (Stand 31. Dezember 2023).

## Lage und Daten
Nicotera liegt 27 km südwestlich von Vibo Valentia. Die Nachbargemeinden sind Candidoni (RC), Joppolo, Limbadi, Rosarno (RC) und Spilinga. Die Ortsteile sind Comèrconi, Marina, Preìtoni und Badia di Nicotera. Nicotera Marina entwickelt sich seit dem 17. Jahrhundert als Badeort. Nicotera ist seit dem 9. Jahrhundert zudem Bischofssitz und wurde 1818 mit Tropea vereinigt.

## Geschichte
Paolo Orsi wies 1927 nach, dass der Ort der Hafen (Emporion) von Medma gewesen ist. Dieser Hafen spielte eine Rolle vom 3. Jahrhundert v. Chr. bis in die römische Zeit.

## Sehenswürdigkeiten
In Nicotera befindet sich das Castello Ruffo di Nicotera. Die Kathedrale stammt ursprünglich aus dem Mittelalter, wurde aber 1785 neu errichtet. In der Nähe des Bahnhofs befindet sich ein römischer Granitsteinbruch mit noch nicht fertiggestellten Säulen. Im Ort steht das Museo Civico Archeologico mit Ausstellungsgegenständen aus der Vorgeschichte bis in das Mittelalter. 
Der Wochen- bzw. Krämermarkt findet sonntags im oberen Teil Nicoteras statt.